# Крістоф Фрідріх Гегельмаєр
Крістоф Фрідріх Гегельмаєр (нім. Christoph Friedrich Hegelmaier; 4 вересня 1833—26 травня 1906) — німецький лікар, доктор медицини (1857)[джерело?],  ботанік, фахівець з водних квіткових рослин.

## Біографія
Крістоф Фрідріх Гегельмаєр народився 4 вересня 1833 року в Оберзульмі у родині Карла Гегельмаєра та його дружини Луїзи Біндер. Навчався в Євангельській семінарії у Маульбронні, згодом вступив до Тюбінгенського університету, у 1857 році отримав ступінь доктора медицини. До 1862 року працював військовим лікарем в Ульмі, згодом вивчав ботаніку у Берлінському університеті з Александром Брауном.
У 1864 році Гегельмаєр пройшов габілітацію в Тюбінгені, з 1866 року працював екстраорднарним професором Тюбінгенського університету. У 1902 році він був призначений повним професором.
26 травня 1906 року Крістоф Фрідріх Гегельмаєр помер.
Гегельмаєр був автором монографії роду Callítriche, що вийшла у 1864 році. У ній в останній раз в історії кількість видів цього роду було суттєво збільшено.
Гербарій Гегельмаєра був переданий Штутгартському міському музею природної історії.

## Окремі наукові публікації
- Hegelmaier, C.F. Monographie der Gattung Callitriche. — Stuttgart, 1864. — 64 p.
- Hegelmaier, C.F. Die Lemnaceen. — Leipzig — 169 p.
- Hegelmaier, C.F. Ueber die Moosvegetation des schwäbischen Jura. — Stuttgart, 1873. — 110 p.

## Види рослин, названі на честь К.Ф.Гегельмаєра
- Astragalus hegelmaieri Willk., 1893 [= Astragalus hispanicus Coss. ex Bunge, 1868]
- Iberis hegelmaieri Willk., 1880 [= Iberis carnosa Willd., 1800]
- Linaria hegelmaieri Lange, 1882 [= Linaria depauperata Leresche ex Lange, 1870]
- Salvia ×hegelmaieri Porta & Rigo, 1892